# Спорт Клуб Интернасионал
Спорт Клуб Интернасионал или само Интернасионал (на португалски: Sport Club Internacional) е бразилски фуболен клуб от Порто Алегре, Рио Гранде до Сул.
Мъжкият тим играе с червени фланелки и бели гащета.

## История
Отборът е основан на 4 април, 1909 г. Историята на клуба започва с пристигането на двама млади приятели от Сао Пауло в Порто Алегре. Двамата желаели много да играят футбол, но понеже били нови в града никой клуб в околността не ги приел. Тогава те решили сами да създадат свой тим. И така през нощта на 4 април 1909 г. 43-ма души основават Спорт Клуб Интернасионал.

## Успехи

### Национални
- Кампеонато Бразилейро Серия А (3): 1975, 1976, 1979
- Копа до Бразил (1): 1992
- Кампеонато Гаучо (45): 1927, 1934, 1940, 1941, 1942, 1943, 1944, 1945, 1947, 1948, 1950, 1951, 1952, 1953, 1955, 1961, 1969, 1970, 1971, 1972, 1973, 1974, 1975, 1976, 1978, 1981, 1982, 1983, 1984, 1991, 1992, 1994, 1997, 2002, 2003, 2004, 2005, 2008, 2009, 2011, 2012, 2013, 2014, 2015, 2016
- Рекопа Гауча (2): 2016, 2017

### Международни
- Световно клубно първенство (1): 2006
- Копа Либертадорес (2): 2006, 2010
- Копа Судамерикана (1): 2008
- Рекопа Судамерикана (2): 2007, 2011

## Легендарни футболисти
- Карлош Дунга
- Елиас Фигероа
- Жерсон
- Лусио
- Клаудио Тафарел
- Валдомиро
- Пауло Сезар Карпежиани
- Рубен Пас
- Фалкао
- Даниел Карвальо
- Алешандре Пато